# Xaqan Süleymanov
Xaqan Süleymanov (ur. 23 kwietnia 1987) – azerski zapaśnik startujący w stylu wolnym. Zajął trzecie miejsce w Pucharze Świata w 2011 i dziewiąte 2009. Brązowy medalista ME juniorów w 2005 roku.